# Burgstall Schickholz
Der Burgstall Schickholz bezeichnet eine abgegangene mittelalterliche Höhenburg etwa 1600 m südwestlich von Lengfeld, einem Gemeindeteil der Stadt Neunburg vorm Wald im Oberpfälzer Landkreis Schwandorf von Bayern. Die Anlage wird als Bodendenkmal unter der Aktennummer D-3-6639-0021 als „mittelalterliche Wüstung“ geführt.

## Geographische Lage
Der Burgstall liegt auf einer bewaldeten Anhöhe, die sich etwa 60 m oberhalb der Fluren der darunterliegenden Ortschaften Pissau, Ebersdorf und 
Lengfeld befindet. Die Anlage hat eine Größe von 160 m in Nordwest-Südost-Richtung und 110 m in Nordost-Südwest-Richtung; sie ist zusätzlich leicht gewölbt.